# Donát Bánki

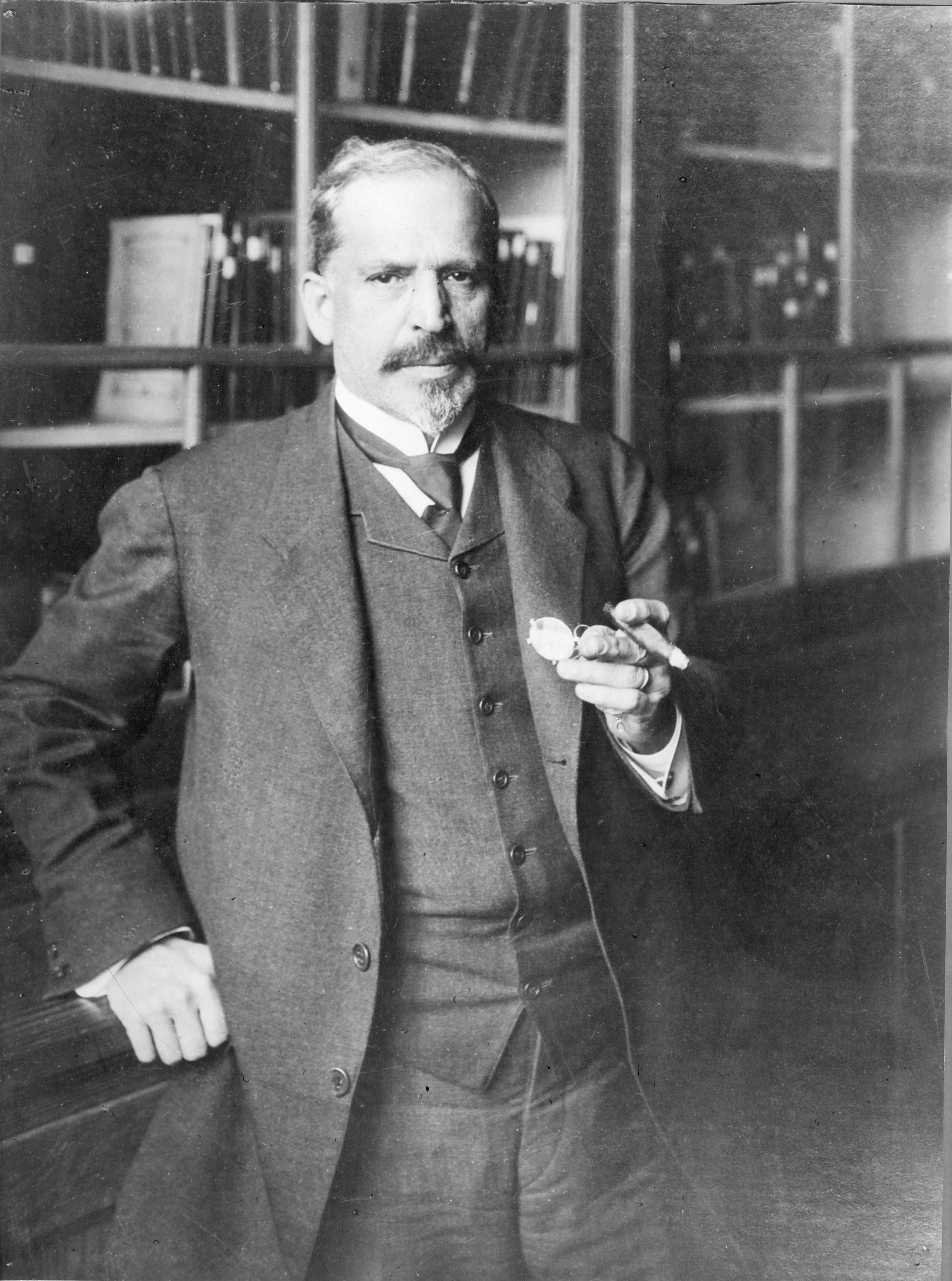
Donát Bánki

Donát Bánki (* 6. Juni 1859 in Bánk als Donát Löwinger; † 1. August 1922 in Budapest) war ein ungarischer Maschinenbauingenieur und Hochschullehrer. Er ist vor allem bekannt als Erfinder eines Vergasers und einer Wasserturbine.

## Leben und Wirken
Löwingers Familienname wurde nach seinem Herkunftsort Bánk (heute Bakonybánk im Kreis Kisbér) magyarisiert. Donát Bánki erhielt sein Abschluss-Diplom im Fach Maschinenbau an der Königlich Ungarischen Joseph-Universität für Technik und Wirtschaftswissenschaften in Budapest. Im Jahr 1881 war er Assistent an der Universität und in der Folge Praktikant in der Maschinenfabrik der Königlich Ungarischen Staatsbahnen. Nach einer Zeit ab 1882 als Konstrukteur bei Ganz & Co. wurde er dort Chefingenieur, wo er hauptsächlich an der Entwicklung von Gas- und Petroleummotoren arbeitete.
Gemeinsam mit János Csonka (1852–1939) entwickelte er den Bánki-Csonka-Viertaktmotor und als dessen Bestandteil einen Vergaser. Der Verbrennungsmotor sollte als serienmäßig hergestellter Stationärmotor die Dampfmaschine in kleingewerblichen Betrieben ablösen; auch der von András Mechwart entwickelte Motorpflug wurde damit ausgerüstet.
Zur Erhöhung des Verdichtungsverhältnises und damit des Wirkungsgrades verwendete Bánki Wassereinspritzung, worauf er 1898 ein Patent erhielt.
1899 wurde er als Professor mit dem Spezialgebiet Hydromaschinen, Kompressoren und Dampfmaschinen berufen. Die 1917 von ihm erfundene Bánki-Turbine war ein bedeutender Fortschritt in der Entwicklung kleiner Wasserkraftwerke.
Donát Bánki war Mitglied des Vereins Deutscher Ingenieure (VDI). Er war für die Präsidentschaft des zum Zeitpunkt seines Todes sich in Gründung befindlichen „Ungarländischen Verbandes der Mitglieder des Vereines deutscher Ingenieure“ vorgesehen.

## Schriften
- Energie-Umwandlungen in Flüssigkeiten. Band 1: Einleitung in die Konstruktionslehre der Wasserkraftmaschinen, Kompressoren, Dampfturbinen und Aeroplane. Springer, Berlin 1921.[5]